# Ołeksandr Łotocki

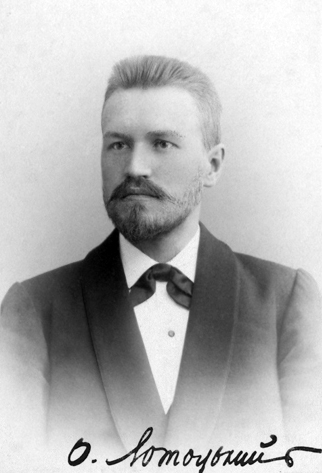

Ołeksandr Łotocki (również Ołeksander Łotocki, ukr. Олександр Лотоцький, ur. 1870, zm. 22 października 1939 w Warszawie) – ukraiński polityk, historyk, wicepremier rządu emigracyjnego Ukraińskiej Republiki Ludowej.

## Życiorys
W 1918 roku był ministrem wyznań religijnych w rządach Ukraińskiej Republiki Ludowej. W 1919 roku był autorem ustawy o utworzeniu Autokefalicznej Ukraińskiej Cerkwi Prawosławnej. W latach 1919–1920 był posłem URL w Stambule. Od 1924 był profesorem Wolnego Ukraińskiego Uniwersytetu w Pradze.
Od 1929 profesor Uniwersytetu Warszawskiego. W latach 1930–1938 był dyrektorem Ukraińskiego Instytutu Naukowego w Warszawie. Zgromadził tam niezbędną w pracy naukowej bibliotekę. Stanowiła ona największy zbiór ukrainistyczny w Warszawie w 1939 roku liczyła 10 tysięcy pozycji.

## Wybrane publikacje
- Kościół rosyjski na drodze do rewolucji, 1938.
- Uwagi wstępne do dziejów kościoła na wschodzie Europy, 1932.
- Autokefalia, 1932.